# 7247 Robertstirling
7247 Robertstirling è un asteroide della fascia principale. Scoperto nel 1991, presenta un'orbita caratterizzata da un semiasse maggiore pari a 1,9173939 UA e da un'eccentricità di 0,1181950, inclinata di 22,92117° rispetto all'eclittica.